# Casa de Queràs II
Casa de Queràs II és una obra al terme municipal de Cervera (Segarra) protegida com a Bé Cultural d'Interès Local.

## Descripció
Edifici de planta baixa i primer pis, sense golfa. La planta té unes dimensions de 15 x 17 m, amb una construcció annexa circular que podria fer les funcions de cup de vi. L'aparell constructiu és a base de filades més o menys regulars de pedra calerenca del país.
(Text procedent del POUM)